# Sviny (Žďár nad Sázavou-i járás)
Sviny település Csehországban, a Žďár nad Sázavou-i járásban. Sviny Velké Meziříčí, Březejc, Kozlov, Ořechov és Křižanov településekkel határos. Lakosainak száma 116 fő (2024. január 1.).

## Népesség
A település lakosságának változását az alábbi diagram mutatja:
| Lakosok száma | 156  | 165  | 149  | 109  | 100  | 110  | 105  | 104  | 113  | 116  |
|               | 1869 | 1890 | 1921 | 1950 | 1980 | 2001 | 2017 | 2019 | 2022 | 2024 |